# Chasmogaster gabonensis
Chasmogaster gabonensis là một loài bọ cánh cứng trong họ Cerambycidae.